# Йоткина, Анжелика
Анжели́ка Йоткина (эст. Anželika Jotkina; 10 сентября 2007, Таллин, Эстония) — эстонская футболистка, нападающая клуба швейцарского клуба «Базель» и женской сборной Эстонии.

## Карьера

### Клубная
Родилась и училась в Таллине, с детства играла в столичном клубе «Аякс». Сезон 2024 года провела в «Нымме Калью», став победителем первой женской лиги, а в начале 2025 года перешла в таллинскую «Флору».
24 июля 2025 года подписала контракт с швейцарским клубом «Базель».

### В сборной
C 2021 по 2025 год играла за сборную Эстонии U15, U17 и U19. В 2023 году со сборной Эстонии U17 выиграла Балтийский турнир.
30 мая 2025 года дебютировала в составе женской сборной Эстонии.

## Достижения

### Флора
- Обладатель Кубка Эстонии (1): 2024/25[8]
- Обладатель Суперкубка Эстонии (1): 2025[9]

### Сборная Эстонии (до 17)
- Победитель женского Балтийского турнира (1): 2023